# 路德 (伊利諾伊州)
路德（英語：Luther）是位於美國伊利諾伊州梅森縣的一個非建制地區。該地的面積和人口皆未知。

## 地理
路德的座標為40°11′36″N 89°39′11″W / 40.19333°N 89.65306°W，而該地的平均海拔高度為169米（即554英尺）。